# Boreosignum wilsoni
Boreosignum wilsoni är en kräftdjursart som först beskrevs av Hooker 1985.  Boreosignum wilsoni ingår i släktet Boreosignum och familjen Paramunnidae.
Artens utbredningsområde är Mexikanska golfen. Inga underarter finns listade i Catalogue of Life.